# Schizymenium ruwenzorense
Schizymenium ruwenzorense är en bladmossart som beskrevs av Ryszard Ochyra och A. J. Sharp 1988. Schizymenium ruwenzorense ingår i släktet Schizymenium och familjen Bryaceae. Inga underarter finns listade i Catalogue of Life.